# Izmir (navire)
L′Izmir est un navire de croisière construit en 1955 par les chantiers AG Weser de Bremerhaven pour la compagnie Türkiye Denizcilik İşletmeleri. Il est détruit en 1987 à Aliağa. 

## Histoire
L′Izmir est un navire de croisière construit en 1955 par les chantiers AG Weser de Bremerhaven pour la compagnie Türkiye Denizcilik İşletmeleri.
Le 3 février 1957, il heurte le Howell Lykes dans la baie d′Izmir. Il subit d'importants dommages et est désarmé jusqu'en 1958, lorsqu'il est renvoyé aux chantiers qui l'ont vu naître afin d'y être réparé, puis reprend ses croisières en Méditerranée.
Dans les années 1980, le nombre de passagers diminue. La compagnie décide alors d'envoyer l'Izmir à la casse afin de pouvoir utiliser pleinement l'Akdeniz. Le 29 octobre 1987, l'Izmir est échoué sur une plage d′Aliağa afin d′y être détruit.